# Studiezaal
Een studiezaal is een groot klaslokaal met banken of tafels en stoelen voor scholieren of studenten. In de studiezaal staat een studiemeester in voor de goede orde. Sommige scholen en hogeronderwijsinstellingen richten een morgenstudie (30 minuten), een middagstudie (30 minuten) en een avondstudie (1,5 uur) in om leerlingen de mogelijkheid te bieden hun leerstof te herhalen en huiswerk te maken.

## Archiefdiensten
Studiezaal is ook de benaming voor een onderzoeksruimte bij een archiefdienst. Historici en onderzoekers kunnen voor hun studie of onderzoek historische registers raadplegen voor genealogisch, onroerendgoed of fiscaal onderzoek. De benodigde stukken worden op aanvraag van de onderzoeker door medewerkers van de archiefdienst gelicht uit het archiefdepot. Bij diverse diensten zijn bijvoorbeeld DTB-registers, oud-rechterlijke archieven (ORA), notariële archieven, bevolkingsregisters en haardstedenregisters beschikbaar voor onderzoek.